# Марен Маре
Марен Маре (фр. Marin Marais; 31 травня 1656, Париж — 15 серпня 1728, там само) — французький композитор і виконавець на віолі да ґамба.

## Біографія
Марен Маре народився в Парижі в сім'ї шевця Вінсента Марі і Катерини Белланже, яка померла незабаром після його народження. У 1667 році у віці 12 років Марен вступив у хорову школу при церкві Сен-Жермен-л'Осерруа із допомогою свого дядька Луї Маре — вікарія церкви. До цього часу церква вже протягом трьох століть служила центром музичної освіти. Ще в період перебування в школі Маре почав навчатися гри на віолі да ґамба, його першим учителем був керівник школи Франсуа Шаперон. Потім Марен навчався гри на віолі в Ніколя Отмана, вчителя найвідомішого ґамбіста того часу Жана де Сент-Коломба. У 1672 році Марен залишає школу при Сен-Жермен-л'Оксеруа і починає навчання у Сент-Коломба. Навчання тривало тільки 6 місяців, так як Сент-Коломб порахував, що учень вже перевершив його як виконавець. У 1675 році Марена прийняли в оркестр Паризької опери. Як оркестрант познайомився з Жаном-Батистом Люллі, найвідомішим композитором і диригентом Франції, у якого незабаром починає брати уроки композиції.
У 1679 році Маре отримав звання придворного музиканта як виконавець на віолі і зберігав за собою цю посаду до кінця днів. В його обов'язки, крім виконання входило написання нових композицій, викладання і диригування оперним оркестром. До 1682 році Маре стає відомим у Франції та за її межами як віртуозний виконавець на віолі да ґамба.
Марен Маре одружився в 1676 році, у нього було 19 дітей. Кілька з його синів, перш за все, Роланд і Вінсент Маре, також стали відомими виконавцями-ґамбістами.

## Творчість
У 1686 році опублікував першу збірку власних творів для віоли да ґамба — «П'єси для однієї і для двох віол» (фр. Pièces à une et à deux violes); всього в спадщині Маре близько 600 п'єс для його основного інструменту. Крім того, він написав збірку тріо, що входить до репертуару придворного музикування (фр. Pièces en trio pour les flûtes, violons et dessus de viole avec la basse continue), і чотири опери («музичні трагедії») на сюжети грецьких міфів: «Алкід» (фр. Alcide; 1693), «Аріадна і Вакх» (фр. Ariane et Bacchus; 1696), «Алкіона» (фр. Alcyone; 1706) і «Семела» (фр. Sémélé; 1709).
До музики Маре неодноразово зверталися такі виконавці, як Ніколаус Арнонкур, Жорді Саваль, Паоло Пандольфо, Роберт Ейткен, П'єр Антай, Філіпп Пьєрло.

## В культурі
- Твір Маре Дзвони Святої Женев'єви (1723) використаний в музичному супроводі до фільму Слави Цукерман «Рідке небо» (1983).
- У саундтреку до комп'ютерної гри «Metro: Last Light» (композиція «Mobius») використаний твір Маре «La Rêveuse».
- У фільмі Алена Корно «Всі ранку світу» (1991, за однойменним історичним оповідданням Паскаля Кіньяра) ролі Марена Маре в юності і зрілому віці виконали Гійом і Жерар Депардьє .